# Мята копетдагская
Мята копетдагская (лат. Mentha kopetdaghensis) — многолетнее растение, вид рода Мята (Mentha) семейства Яснотковые (Lamiaceae).

## Ботаническое описание
Стебли высотой 50—150 см, четырёхгранные, у основания деревенеющие.
Листья сидячие, ланцетные, 8—12 см длиной, 2,5—3 см шириной, сверху сизо-зелёные, снизу сизые от опушения.
Соцветия — простые ложные мутовки 4—7 см длиной, 8—10 мм шириной, многоцветковые, прицветники нитевидные. Цветоножки длиннее чашечки, волосистые. Чашечки 1—2 мм длиной, зубчатая. Венчики сиреневые, до 2,75 мм длиной, снаружи густоволосистые. Тычинки длиннее венчика, пыльники лиловые.
Плод — орешек, почти округлый около 0,5 мм длиной и 0,5 мм шириной.

## Классификация

### Таксономия
Вид Мята копетдагская входит в род Мята (Mentha) семейства Яснотковые (Lamiaceae) порядка Ясноткоцветные (Lamiales).
|  |                                      |  |                                                             |                                                             |                      |  | ещё 21 семейство (согласно Системе APG II) | ещё 21 семейство (согласно Системе APG II) |                       |  |  |  | ещё около 25 видов |
|  |                                      |  |                                                             |                                                             |                      |  | ещё 21 семейство (согласно Системе APG II) | ещё 21 семейство (согласно Системе APG II) |                       |  |  |  | ещё около 25 видов |
|  |                                      |  |                                                             | порядок Ясноткоцветные                                      |                      |  |                                            |                                            | род Мята              |  |  |  |                    |
|  |                                      |  |                                                             | порядок Ясноткоцветные                                      |                      |  |                                            |                                            | род Мята              |  |  |  |                    |
|  | отдел Цветковые, или Покрытосеменные |  |                                                             |                                                             | семейство Яснотковые |  |                                            |                                            | вид Мята копетдагская |  |  |  |                    |
|  | отдел Цветковые, или Покрытосеменные |  |                                                             |                                                             | семейство Яснотковые |  |                                            |                                            |                       |  |  |  |                    |
|  |                                      |  | ещё 44 порядка цветковых растений (согласно Системе APG II) | ещё 44 порядка цветковых растений (согласно Системе APG II) |                      |  |                                            | ещё около 210 родов                        | ещё около 210 родов   |  |  |  |                    |
|  |                                      |  |                                                             | ещё 44 порядка цветковых растений (согласно Системе APG II) |                      |  |                                            |                                            | ещё около 210 родов   |  |  |  |                    |